# آلنا پاپ‌چانکا
آلنا پاپ‌چانکا (به انگلیسی: Alena Popchanka) (زادهٔ ۲۸ ژوئیهٔ ۱۹۷۹) شناگر اهل فرانسه است.